# 李啓新 (香港)
李啓新（Lee Kai-san，1911年11月26日—1982年10月19日），字劍琴，廣東雲浮人，是香港體育家。李氏畢生推動健身和拳擊運動，提倡「健與美」理念，主張以體育、強身健體以救國。他創辦的健身院成功開啟香港華人健身運動文化，培訓出多名香港健身和拳擊界運動員和人才。

## 生平
李劍琴生於1911年，童年時就讀聖保羅書院，17歲畢業。他自13歲修練西洋拳，曾向香港拳擊冠軍Sky Kerrison學師，亦曾參與海軍俱樂部拳賽，贏出十多次。他成年後於香港大學工作，任職英文秘書。1928年，他於石塘咀某俱樂部展示拳腳功夫，獲嶺南國術宗師、中醫師吳肇鍾收為入室徒弟，屬白鶴派「德」字輩，由師父親授「羅漢拳」、「飛鶴劍」。他的柔道技術則師承日本人川添先生。1932年，李在全港國術公開表演比賽中獲得甲組第四名。1933年，他到廣東全省運動會國術公開撲擊比賽作表演。回港後，李創辦震旦社鑽研拳術。他曾被推舉作為中國拳擊代表參與1936年柏林奧運會，有指李因缺乏經費無法成行，亦有指他因香港事務無暇分身而推卻邀請。1936年，香港大學健身室落成，他獲聘為大學首位健身室主任，兼任體育教授。
1935年，李劍琴創辦李氏健身學院，招收學徒不限年齡和性別，專門教授不同的健身方式和拳術，舉辦國際拳擊、舉重比賽，每年選舉「李氏健美先生」。健身學院位於西營盤般咸道14號，亦有設立門市於中環華人行，專售賣體育、健身器械。學院曾出版多本體育、健身書籍，1940年起不定期出版《健與美》體育月報，在香港日據時期期間停載，1947年復刊連載至 1950年止。學院多年來培訓出多位能自立門戶的健身和拳擊專家，包括黎東芬、盧克強、梁綿滔、李應聰、韋基堯、韋基舜等人。
香港日據時期期間，日本軍政府於1942年委任李啓新為水城區（西營盤）區長。
1956年，白鶴國術體育會出品電影《白鶴英雄傳》，李擔任電影的特別顧問。1967年，師父吳肇鍾逝世，白鶴國術體育會於1969年改組為白鶴體育總會，李擔任首席永遠會長。1970年，他應香港政府邀請，帶領總會南北醒獅團到大阪世博會為香港館表演醒師舞技。1972年，李劍琴創立香港健身技擊體育聯會，以「健身、技擊、體育」三位一體的理念發揚這項運動。聯會後來發展成現今香港健美總會。
1982年，李劍琴因心臟病發逝世，由生前好友陳月法、霍崇基、鄺本夫、阮自強、吳英鑑、梁景力八人扶靈。他身前服務多個組織，包括白鶴體育總會首席永遠會長、香港健身技擊體育聯會主席、香港舉重聯會會長、香港健身聯會執委、中華基督教青年會董事兼名譽總幹事、雲浮會所名譽會長、李氏宗親會常務理事、李氏體育儀器廠廠長等。除了參與體育事業外，李亦是新昌置業建築公司（新昌行）董事長，公司經營地產買賣、代客按揭、租賃、信託等業務。

## 家庭
李劍琴父親名李可楨，是香港早期華人西醫、皇仁書院校友，他於1902年進香港華人西醫書院，1907年畢業。
李劍琴與妻子潘適育有五名子女。

## 事件
- 1935年，李約戰以「鐵砂掌」聞名中國武術界的顧汝章但不果，是李氏人生其中一件憾事。[23][24]
- 1939年，李啓新毆打巴士車票賣票人，被判被罰款廿元。[25]
- 1947至1948年，廣東拳王「閃電手」許大偉發帖挑戰李劍琴，牽起省港二人的「隔江罵戰」，引起全城熱議。最終定於加山南華會舉行一場拳賽，由年長的李獲勝。[26][27][28]

## 著作
- 《中國體育及其最近趨勢》，1937年
- 《雙槓運動》，1940年
- 《健與美》體育月報，1940年至1950年
- 《李氏健美手冊》，1951年
- 《最新游泳速成》，1951年
- 《標準肌肉鍛煉》，1954年